# 高市郡
- 令制国一覧 > 畿内 > 大和国 > 高市郡
- 日本 > 近畿地方 > 奈良県 > 高市郡

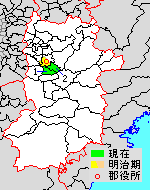
奈良県高市郡の範囲（1.高取町 2.明日香村）

高市郡（たかいちぐん）は、奈良県（大和国）の郡。
人口10,857人、面積49.89km²、人口密度218人/km²。（2025年3月1日、推計人口）
以下の1町1村を含む。
- 高取町（たかとりちょう）
- 明日香村（あすかむら）

## 郡域
1880年（明治13年）に行政区画として発足した当時の郡域は、上記1町1村のほか、下記の区域にあたる。
- 大和高田市の一部（奥田・吉井・根成柿・秋吉・西坊城・出村）
- 橿原市の大部分（概ね小槻町、土橋町、北妙法寺町、地黄町、小綱町、今井町、八木町、醍醐町、高殿町、法花寺町、別所町より南西[1]）

なお、現在の御所市古瀬付近は古代、本郡巨瀬郷に属していた。

## 歴史

### 古代
4代懿徳天皇の軽曲峡宮（『日本書紀』）や8代孝元天皇の軽境原宮が橿原市大軽町にあったとされている。

#### 郷
『和名類聚抄』に記される郡内の郷。
- 巨勢[2]
- 波多
- 遊部
- 檜前（比乃久末）
- 久米
- 雲梯
- 賀美

#### 式内社
『延喜式』神名帳に記される郡内の式内社。
| 神名帳                            | 神名帳                         | 神名帳   | 神名帳                   | 比定社                         | 比定社                           | 比定社                   | 集成 |
| 社名                              | 読み                           | 格       | 付記                     | 社名                           | 所在地                           | 備考                     | 集成 |
| --------------------------------- | ------------------------------ | -------- | ------------------------ | ------------------------------ | -------------------------------- | ------------------------ | ---- |
| 高市郡 54座（大33座・小21座）     |                                |          |                          |                                |                                  |                          |      |
| 高市御県坐鴨事代主神社            | -ミアカタ-カモノコトシロヌシノ | 大       | 月次新嘗                 | 河俣神社                       | 奈良県橿原市雲梯町               |                          |      |
| 飛鳥坐神社 四座                   | アスカ-                        | 並名神大 | 月次相嘗新嘗             | 飛鳥坐神社                     | 奈良県高市郡明日香村飛鳥         |                          |      |
| 宗我坐宗我都比古神社 二座         | ソカ-                          | 並大     | 月次新嘗                 | 宗我坐宗我都比古神社           | 奈良県橿原市曽我町               |                          |      |
| 飛鳥山口坐神社                    | アスカノヤマクチノ             | 大       | 月次新嘗                 | 飛鳥山口坐神社                 | 奈良県高市郡明日香村飛鳥         | 飛鳥坐神社境内摂社       |      |
| 甘樫坐神社 四座                   | アマカシ-                      | 並大     | 月次相嘗新嘗             | 甘樫坐神社                     | 奈良県高市郡明日香村豊浦         |                          |      |
| 稌代坐神社                        | イナシロ-                      | 大       | 月次新嘗                 | 稲代坐神社                     | 奈良県橿原市一町南常門打鳥居     |                          |      |
| 牟佐坐神社                        | ムサ-                          | 大       | 月次新嘗                 | 牟佐坐神社                     | 奈良県橿原市見瀬町               |                          |      |
| 畝火山口坐神社                    | ウネヒノヤマクチ-              | 大       | 月次新嘗                 | 畝火山口神社                   | 奈良県橿原市大谷町               |                          |      |
| 高市御県神社                      | タケチノミアカタノ             | 名神大   | 月次新嘗                 | 高市御県神社                   | 奈良県橿原市四条町宮坪           |                          |      |
| 巨勢山坐石椋孫神社                | コセノヤマ-イハクラ-           | 小       |                          | 春日神社 （巨勢山座岩椋神社 ） | 奈良県橿原市鳥屋町               |                          |      |
| 鷺栖神社                          | サキノスノ                     | 小       | 靫                       | 鷺栖神社                       | 奈良県橿原市四分町               |                          |      |
| 軽樹村坐神社 二座                 | カロコムラ-                    | 並大     | 月次新嘗                 | 軽樹村坐神社                   | 奈良県橿原市西池尻町             |                          |      |
| 天高市神社                        | アメタケチノ                   | 大       | 月次新嘗                 | 天高市神社                     | 奈良県橿原市曽我町               |                          |      |
| 治田神社                          | ハルタノ ハタ                  | 小       | 鍬靫                     | 治田神社                       | 奈良県高市郡明日香村岡           |                          |      |
| 太玉命神社 四座                   | フトタマノ                     | 並名神大 | 月次新嘗                 | 天太玉命神社                   | 奈良県橿原市忌部町               |                          |      |
| 櫛玉命神社 四座                   | クシタマノ                     | 並大     | 月次新嘗                 | 櫛玉命神社                     | 奈良県高市郡明日香村真弓         |                          |      |
| 加夜奈留美命神社                  | カヤナルミノ                   | 小       |                          | 加夜奈留美命神社               | 奈良県高市郡明日香村栢森         |                          |      |
| 加夜奈留美命神社                  | カヤナルミノ                   | 小       | 葛神社                   | 奈良県高市郡明日香村阪田       |                                  |                          |      |
| 飛鳥川上坐宇須多伎比売命神社      | アスカカハカミ-                | 小       |                          | 飛鳥川上坐宇須多伎比賣命神社   | 奈良県高市郡明日香村稲淵         |                          |      |
| 飛鳥川上坐宇須多伎比売命神社      | アスカカハカミ-                | 小       | （論）宇須多伎比売命神社 | 奈良県高市郡明日香村栢森       | 加夜奈留美命神社摂社             |                          |      |
| 東大谷日女命神社                  | -オホタニヒメノ-               | 小       |                          | （論）東大谷日女命神社         | 奈良県橿原市畝傍町               |                          |      |
| 東大谷日女命神社                  | -オホタニヒメノ-               | 小       | （論）東大谷日女命神社   | 奈良県桜井市山田大谷           |                                  |                          |      |
| 呉津孫神社                        | クレツヒコノ                   | 小       |                          | 呉津彦神社                     | 奈良県高市郡明日香村栗原         |                          |      |
| 川俣神社 三座                     | カハマタノ                     | 並大     | 月次新嘗                 | 木葉神社                       | 奈良県橿原市雲梯町               |                          |      |
| 気都和既神社                      | ケツワキノ                     | 小       |                          | 氣都倭既神社                   | 奈良県高市郡明日香村上           |                          |      |
| 大歳神社 二座                     | オホトシノ                     | 小       |                          | 大歳神社                       | 奈良県橿原市石川町               |                          |      |
| 波多神社                          | ハタノ                         | 小       | 鍬靫                     | 波多神社                       | 奈良県高市郡明日香村冬野         |                          |      |
| 御歳神社                          | ミトシノ                       | 小       | 鍬靫                     | 馬立伊勢部田中神社             | 奈良県橿原市和田町               |                          |      |
| 於美阿志神社                      | オミアシノ                     | 小       |                          | 於美阿志神社                   | 奈良県高市郡明日香村檜前         |                          |      |
| 鳥坂神社 二座                     | トリサカノ                     | 小       | 鍬靫                     | 鳥坂神社                       | 奈良県橿原市鳥屋町               |                          |      |
| 滝本神社                          | タキノモトノ                   | 小       |                          | 九頭神社                       | 奈良県高市郡明日香村栢森         | 加夜奈留美命神社境内末社 |      |
| 許世都比古命神社                  | コセツヒコノ-                  | 小       |                          | 許世都比古命神社               | 奈良県高市郡明日香村越           |                          |      |
| 天津石門別神社                    | アマツイハトワケノ             | 小       |                          | 天津石門別神社                 | 奈良県高市郡高取町越智           |                          |      |
| 波多甕井神社                      | ハタミカヰノ                   | 大       | 月次新嘗                 | 波多甕井神社                   | 奈良県高市郡高取町羽内字アヅキ谷 |                          |      |
| 久米御県神社 三座                 | クメミアカタノ                 | 小       |                          | 久米御縣神社                   | 奈良県橿原市久米町宮ノ谷         |                          |      |
| 気吹雷響雷吉野大国栖御魂神社 二座 | イフキイカツチ-                | 並名神大 | 月次新嘗                 | （廃絶）                       | （廃絶）                         |                          |      |
| 凡例を表示                        |                                |          |                          |                                |                                  |                          |      |

1. ↑  川床に露岩があり、水が渦巻いている様が女神化され、宇須多伎比売命（臼滝比女とも表記）として祭られたと推測される。また、皇極天皇が雨乞いをした南淵の河上と神社名の川上との関係が注目される。

### 近世
「旧高旧領取調帳」に記載されている明治初年時点での支配は以下の通り。幕府領は奈良奉行が管轄。●は村内に寺社領が、○は村内に寺社除地が存在。（2町113村）
| 知行         | 知行           | 村数     | 村名 |
| ------------ | -------------- | -------- | --- |
| 幕府領       | 幕府領         | 1町 11村 | 小槻村、○中曽司村、雲梯村、越村、五条野村、今井町、常門村、奥田村、吉井村、萩本村、川西村、小泉堂村 |
| 幕府領       | 旗本領         | 21村     | ○鳥屋村、○久米村、川原村、○池尻村、地黄村、○大久保村、○吉田村、古川村、○畝傍村、慈明寺村、○箸喰村、寺田村、山本村、五井村、●大谷村、曽我村、秋吉村、●○東坊城村、小綱村、御坊村、妙法寺村（現・橿原市北妙法寺町） |
| 幕府領       | 幕府領・旗本領 | 3村      | 土橋村、○忌部村、曲川村 |
| 藩領         | 大和高取藩     | 1町 75村 | ●○四条村、妙法寺村（現・橿原市南妙法寺町）、○観覚寺村、○橘村、稲淵村、栢森村、入谷村、畑村、冬野村、尾曽村、○上村、○細川村、上居村、坂田村、祝戸村、島ノ庄村、○岡村、飛鳥村、小原村、東山村、八釣村、奥山村、小山村、雷村、豊浦村、野口村、立部村、清水谷村、上子島村、下子島村、土佐町、土佐村、吉備村、森村、佐田村、薩摩村、田井庄村、松山村、羽内村、藤井村、市尾村、南市尾村、谷田村、丹生谷村、真弓村、与楽村、寺崎村、越智村、観音寺村、車木村、兵庫村、阿部山村、大根田村、栗原村、檜前村、御園村、平田村、見瀬村、大軽村、別所村、高殿村、法花寺村、醍醐村、八木村、石川村、出屋敷村、○和田村、田中村、木殿村、四分村、縄手村、小房村、出村、西坊城村、○北根成柿村、○南根成柿村 |
| 幕府領・藩領 | 幕府領・高取藩 | 2村      | 北越智村、飛騨村 |
| 幕府領・藩領 | 旗本領・高取藩 | 1村      | 新堂村 |

### 近代

#### 町村制以前
- 慶応4年
  - 2月5日（1868年2月27日）[5] - 幕府領が奈良府の管轄となる。
  - 5月21日（1868年7月10日） - 寺社領・旗本領が奈良府の管轄となる。
  - 7月29日（1868年9月15日） - 奈良府が改称して奈良県（第1次）となる。
- 明治元年（2町115村）
  - 旧・高取城地より高取村が起立。
  - 壺阪寺と周辺の竹木山林地より壺阪村が起立。
- 明治4年
  - 7月14日（1871年8月29日） - 廃藩置県により、藩領が高取県の管轄となる。
  - 11月22日（1872年1月2日） - 第2次府県統合により、全域が奈良県の管轄となる。
- 明治初年（2町114村）
  - 四分村の枝郷として扱われていた飛騨村[6]が改称して上飛騨村となる。同時に独立村扱いになったとみられる。
  - 小泉堂村が四条村に合併。
  - 北根成柿村・南根成柿村が合併して根成柿村となる。
  - 出屋敷村が改称して和田出屋敷村となる。
- 明治9年（1876年）4月18日 - 第2次府県統合により堺県の管轄となる。
- 明治11年（1878年） - この年までに南市尾村が市尾村に合併したとみられる。（2町113村）
- 明治12年（1879年） - 常門村・萩本村が合併して一村となる。（2町112村）
- 明治13年（1880年）
  - 4月15日 - 郡区町村編制法の堺県での施行により、行政区画としての高市郡が発足。葛上郡御所町に「御所郡役所」が設置され、同郡および葛下郡・忍海郡とともに管轄したが、まもなく「高市葛上葛下忍海郡役所」に改称。
  - 2ヶ所存在した妙法寺村が、南妙法寺村（現・橿原市南妙法寺町）、北妙法寺村（現・橿原市北妙法寺町）にそれぞれ改称。
- 明治14年（1881年）2月7日 - 大阪府の管轄となる。
- 明治20年（1887年）11月4日 - 奈良県（第2次）の管轄となる。

#### 町村制以降

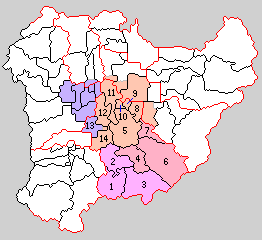
1.船倉村 2.越智岡村 3.高取村 4.阪合村 5.白橿村 6.高市村 7.飛鳥村 8.鴨公村 9.八木町 10.今井町 11.真菅村 12.金橋村 13.天満村 14.新沢村（紫：大和高田市 橙：橿原市 桃：高取町 赤：明日香村）

- 明治22年（1889年）4月1日 - 町村制の施行により、以下の町村が発足。（2町12村）
  - 船倉村 ← 丹生谷村、谷田村、市尾村、藤井村、羽内村、松山村、吉備村（現・高取町）
  - 越智岡村 ← 兵庫村、田井庄村、薩摩村、与楽村、寺崎村、越智村、車木村、森村、佐田村（現・高取町）
  - 高取村 ← 高取村、壺阪村、上子島村、下子島村、清水谷村、土佐町、土佐村、観覚寺村（現・高取町）
  - 阪合村 ← 平田村、越村、真弓村、御園村、檜前村、阿部山村、大根田村、栗原村（現・明日香村）
  - 白橿村 ← 久米村、鳥屋村、南妙法寺村、池尻村、吉田村、畝傍村、石川村、五条野村、大軽村、木殿村、見瀬村、田中村、四分村、大久保村、御坊村、和田出屋敷村、和田村、四条村、山本村、洞村[7]（現・橿原市）
  - 高市村 ← 岡村、島ノ庄村、上居村、細川村、上村、尾曽村、畑村、冬野村、入谷村、栢森村、稲淵村、坂田村、祝戸村、橘村、立部村、野口村、川原村（現・明日香村）
  - 飛鳥村 ← 飛鳥村、豊浦村、雷村、小山村、奥山村、八釣村、東山村、小原村（現・明日香村）
  - 鴨公村 ← 高殿村、醍醐村、別所村、上飛騨村、飛騨村、縄手村、法花寺村（現・橿原市）
  - 八木町 ← 八木村、小房村、十市郡北八木村（現・橿原市）
  - 今井町 ← 今井町、小綱村（現・橿原市）
  - 真菅村 ← 土橋村、中曽司村、北妙法寺村、地黄村、曽我村、五井村、寺田村、慈明寺村、大谷村、小槻村（現・橿原市）
  - 金橋村 ← 曲川村、忌部村、雲梯村、東坊城村、古川村、新堂村（現・橿原市）
  - 天満村 ← 奥田村、吉井村、根成柿村、秋吉村、西坊城村、出村（現・大和高田市）、箸喰村（現・橿原市）[8]
  - 新沢村 ← 一村、観音寺村、北越智村、川西村（現・橿原市）
- 明治24年（1891年）6月3日 - 高取村が町制施行して高取町となる。（3町11村）
- 明治30年（1897年）8月1日 - 郡制を施行。郡役所が八木町に設置。
- 大正12年（1923年）4月1日 - 郡会が廃止。郡役所は存続。
- 大正15年（1926年）7月1日 - 郡役所が廃止。以降は地域区分名称となる。
- 昭和3年（1928年）2月11日 - 白橿村が町制施行・改称して畝傍町となる。（4町10村）
- 昭和24年（1949年）6月8日 - 八木町が磯城郡耳成村の一部（内膳）を編入。
- 昭和29年（1954年）10月1日 - 船倉村・越智岡村・高取町が合併し、改めて高取町が発足。（4町8村）
- 昭和31年（1956年）
  - 2月11日 - 畝傍町・鴨公村・八木町・今井町・真菅村が磯城郡耳成村と合併して橿原市が発足し、郡より離脱。（1町6村）
  - 7月3日（1町2村）
    - 阪合村・高市村・飛鳥村が合併して明日香村が発足。
    - 金橋村・新沢村が橿原市に編入。
- 昭和32年（1957年）3月1日 - 天満村が大和高田市に編入。（1町1村）

#### 変遷表
| 明治22年以前 | 明治22年4月1日 | 明治22年 - 昭和20年            | 昭和20年 - 昭和30年    | 昭和31年 - 昭和63年             | 平成1年 - 現在 | 現在       |
| ------------ | -------------- | ------------------------------ | ---------------------- | ------------------------------- | -------------- | ---------- |
|              | 八木町         | 八木町                         | 八木町                 | 昭和31年2月11日 橿原市          | 橿原市         | 橿原市     |
|              | 今井町         | 今井町                         | 今井町                 | 昭和31年2月11日 橿原市          | 橿原市         | 橿原市     |
|              | 白橿村         | 昭和3年2月11日 町制改称 畝傍町 | 畝傍町                 | 昭和31年2月11日 橿原市          | 橿原市         | 橿原市     |
|              | 鴨公村         | 鴨公村                         | 鴨公村                 | 昭和31年2月11日 橿原市          | 橿原市         | 橿原市     |
|              | 真菅村         | 真菅村                         | 真菅村                 | 昭和31年2月11日 橿原市          | 橿原市         | 橿原市     |
|              | 金橋村         | 金橋村                         | 金橋村                 | 昭和31年7月3日 橿原市に編入     | 橿原市         | 橿原市     |
|              | 新沢村         | 新沢村                         | 新沢村                 | 昭和31年7月3日 橿原市に編入     | 橿原市         | 橿原市     |
|              | 高取村         | 明治25年6月3日 町制            | 昭和29年10月1日 高取町 | 高取町                          | 高取町         | 高取町     |
|              | 船倉村         | 船倉村                         | 昭和29年10月1日 高取町 | 高取町                          | 高取町         | 高取町     |
|              | 越智岡村       | 越智岡村                       | 昭和29年10月1日 高取町 | 高取町                          | 高取町         | 高取町     |
|              | 阪合村         | 阪合村                         | 阪合村                 | 昭和31年7月3日 明日香村         | 明日香村       | 明日香村   |
|              | 高市村         | 高市村                         | 高市村                 | 昭和31年7月3日 明日香村         | 明日香村       | 明日香村   |
|              | 飛鳥村         | 飛鳥村                         | 飛鳥村                 | 昭和31年7月3日 明日香村         | 明日香村       | 明日香村   |
|              | 天満村         | 天満村                         | 天満村                 | 昭和32年3月1日 大和高田市に編入 |                | 大和高田市 |

## 行政
御所郡長→堺県高市・葛上・葛下・忍海郡長
| 代 | 氏名 | 就任年月日                | 退任年月日               | 備考         |
| -- | ---- | ------------------------- | ------------------------ | ------------ |
| 1  |      | 明治13年（1880年）4月15日 |                          |              |
|    |      |                           | 明治14年（1881年）2月6日 | 大阪府に移管 |

大阪府高市・葛上・葛下・忍海郡長
| 代 | 氏名 | 就任年月日               | 退任年月日                | 備考         |
| -- | ---- | ------------------------ | ------------------------- | ------------ |
| 1  |      | 明治14年（1881年）2月7日 |                           |              |
|    |      |                          | 明治20年（1887年）11月3日 | 奈良県へ移管 |

奈良県高市・葛上・葛下・忍海郡長
| 代 | 氏名 | 就任年月日                | 退任年月日                | 備考 |
| -- | ---- | ------------------------- | ------------------------- | ---- |
| 1  |      | 明治20年（1887年）11月4日 |                           |      |
|    |      |                           | 明治30年（1897年）3月31日 | 廃官 |

高市郡長
| 代 | 氏名 | 就任年月日               | 退任年月日                | 備考                   |
| -- | ---- | ------------------------ | ------------------------- | ---------------------- |
| 1  |      | 明治30年（1897年）8月1日 |                           |                        |
|    |      |                          | 大正15年（1926年）6月30日 | 郡役所廃止により、廃官 |